# Tantilla slavensi
Tantilla slavensi (багатоніжкова змія Славенса) — вид змій родини полозових (Colubridae). Ендемік Мексики.

## Поширення і екологія
Багатоніжкові змії Славенса мешкають в регіоні Лос-Тустлас на півдні штату Веракрус. Вони живуть у вологих тропічних лісах.